# Johannes Hendriks
Johannes Willibrordus Maria Hendriks (Leidschendam, Países Baixos, 17 de novembro de 1954) é um prelado holandês da Igreja Católica e atual bispo de Haarlem–Amsterdão.

## Biografia
Hendriks nasceu em 17 de novembro de 1954, em Leidschendam, no território da Diocese de Roterdã.
Ele estudou filosofia e teologia no Instituto Superior de Teologia em Amsterdã, Holanda, e no seminário maior da Diocese de Roermond em Rolduc, Holanda (antiga abadia).
Foi ordenado sacerdote em 29 de setembro de 1979, pela Diocese de Roterdã. De 1979 a 1981 foi vigário em uma paróquia de Haia, Holanda.
Em seguida, continuou seus estudos na Pontifícia Universidade Gregoriana, obtendo o Doutorado em Direito Canônico (Juris Canonici Doctor). Durante este período, ele viveu no Pontifício Colégio Holandês.
De 1987 a 1997, ele foi responsável pela paróquia de Haastrecht, Holanda. Em 1997, foi nomeado vice-reitor e, em 1998, reitor do Seminário da Diocese de Haarlem-Amsterdã, onde também leciona Direito Canônico.
Em 2005, ele foi agraciado com o título de "Capelão de Sua Santidade ", o grau mais baixo de Monsenhor.
Ele também se tornou Cônego do Capítulo da Catedral de Haarlem-Amsterdão e membro do Conselho Diocesano de Sacerdotes. Até 2022 foi também consultor do Dicastério para o Clero na Cúria Romana.
Foi nomeado bispo auxiliar da Diocese de Haarlem-Amsterdam e bispo titular de Arsacal (Argélia), sendo consagrado bispo em 10 de dezembro de 2011.
Em 30 de setembro de 2017, Papa Francisco o nomeou membro do Supremo Tribunal da Assinatura Apostólica.
Em 22 de dezembro de 2018, foi nomeado bispo coadjutor da mesma diocese, com direito de sucessão. Em 1º de junho de 2020, ele sucedeu como bispo após a aposentadoria de Jozef Marianus Punt.